# 波爾特瓦河 (戈倫河支流)
波爾特瓦河（羅馬化：Poltva）是烏克蘭西部的河流，屬於戈倫河的支流。該河發源自奧爾金齊附近，流經赫梅利尼茨基州的赫梅利尼茨基區和舍佩蒂夫卡區，河道全長43公里，流域面積553平方公里。